# BB&T Atlanta Open 2017 - Qualificazioni singolare
Le qualificazioni del singolare del BB&T Atlanta Open 2017 sono state un torneo di tennis preliminare per accedere alla fase finale della manifestazione. I vincitori dell'ultimo turno sono entrati di diritto nel tabellone principale. In caso di ritiro di uno o più giocatori aventi diritto a questi sono subentrati i lucky loser, ossia i giocatori che hanno perso nell'ultimo turno ma che avevano una classifica più alta rispetto agli altri partecipanti che avevano comunque perso nel turno finale.

## Teste di serie
1. Illya Marchenko (ultimo turno, ritirato)
2. Stefan Kozlov (qualificato)
3. Quentin Halys (qualificato)
4. Mitchell Krueger (ultimo turno)

1. Tim Smyczek (qualificato)
2. Dennis Novikov (ultimo turno)
3. Brydan Klein (ultimo turno)
4. Tommy Paul (qualificato)

## Qualificati
1. Tim Smyczek
2. Stefan Kozlov

1. Quentin Halys
2. Tommy Paul

## Tabellone

### Legenda
| - Q = Qualificato - WC = Wild card - LL = Lucky loser | - ALT = Alternate - SE = Special Exempt - PR = Protected Ranking | - w/o = Walkover - r = Ritirato - d = Squalificato |

### Sezione 1
|  | Primo turno | Primo turno           | Primo turno           | Primo turno | Primo turno |  |  | Ultimo turno | Ultimo turno    | Ultimo turno    | Ultimo turno    | Ultimo turno |  |
|  |             |                       |                       |             |             |  |  |              |                 |                 |                 |              |  |
|  | 1           | Illya Marchenko       | Illya Marchenko       | 6           | 6           |  |  |              |                 |                 |                 |              |  |
|  |             | Alessandro Bega       | Alessandro Bega       | 4           | 4           |  |  | 1            | Illya Marchenko | Illya Marchenko | Illya Marchenko |              |  |
|  | Alt         | Jeevan Nedunchezhiyan | Jeevan Nedunchezhiyan | 63          | 3           |  |  | 5            | Tim Smyczek     | Tim Smyczek     | Tim Smyczek     | w/o          |  |
|  | 5           | Tim Smyczek           | Tim Smyczek           | 7           | 6           |  |  |              |                 |                 |                 |              |  |

### Sezione 2
|  | Primo turno | Primo turno        | Primo turno        | Primo turno | Primo turno |  |  | Ultimo turno | Ultimo turno  | Ultimo turno | Ultimo turno | Ultimo turno |  |
|  |             |                    |                    |             |             |  |  |              |               |              |              |              |  |
|  | 2           | Stefan Kozlov      | Stefan Kozlov      | 6           | 6           |  |  |              |               |              |              |              |  |
|  | WC          | Cătălin-Ionuț Gârd | Cătălin-Ionuț Gârd | 3           | 1           |  |  | 2            | Stefan Kozlov | 69           | 6            | 7            |  |
|  | WC          | Trent Bryde        | Trent Bryde        | 3           | 0           |  |  | 7            | Brydan Klein  | 7            | 2            | 64           |  |
|  | 7           | Brydan Klein       | Brydan Klein       | 6           | 6           |  |  |              |               |              |              |              |  |

### Sezione 3
|  | Primo turno | Primo turno    | Primo turno    | Primo turno | Primo turno |  |  | Ultimo turno | Ultimo turno   | Ultimo turno | Ultimo turno | Ultimo turno |  |
|  |             |                |                |             |             |  |  |              |                |              |              |              |  |
|  | 3           | Quentin Halys  | 6              | 7           | '           |  |  |              |                |              |              |              |  |
|  |             | Hugo Nys       | 3              | 5           |             |  |  | 3            | Quentin Halys  | 6            | 7            | 6            |  |
|  |             | Ante Pavić     | Ante Pavić     | 4           | 3           |  |  | 6            | Dennis Novikov | 7            | 5            | 4            |  |
|  | 6           | Dennis Novikov | Dennis Novikov | 6           | 6           |  |  |              |                |              |              |              |  |

### Sezione 4
|  | Primo turno | Primo turno      | Primo turno      | Primo turno | Primo turno |  |  | Ultimo turno | Ultimo turno     | Ultimo turno | Ultimo turno | Ultimo turno |  |
|  |             |                  |                  |             |             |  |  |              |                  |              |              |              |  |
|  | 4           | Mitchell Krueger | Mitchell Krueger | 6           | 6           |  |  |              |                  |              |              |              |  |
|  | Alt         | Pol Wattanakul   | Pol Wattanakul   | 1           | 2           |  |  | 4            | Mitchell Krueger | 6            | 2            | 3            |  |
|  | Alt         | Andrew Carter    | 6                | 0           | 1           |  |  | 8            | Tommy Paul       | 2            | 6            | 6            |  |
|  | 8           | Tommy Paul       | 4                | 6           | 6           |  |  |              |                  |              |              |              |  |